# 5801 Vasarely
5801 Vasarely este un asteroid din centura principală de asteroizi.

## Descriere
5801 Vasarely este un asteroid din centura principală de asteroizi. A fost descoperit pe 26 ianuarie 1984 la Observatorul Kleť de Antonín Mrkos. Asteroidul prezintă o orbită caracterizată de o semiaxă mare de 2,37 ua, o excentricitate de 0,10 și o înclinație de 4,2° în raport cu ecliptica.